# Internet Foundation Classes
Internet Foundation Classes (IFC) era una biblioteca gràfica per a Java originalment desenvolupada Netcode Corporation i alliberada per primera vegada per Netscape Corporation el 16 de desembre de 1996.

## Història
El 2 d'abril de 1997, Sun Microsystems i Netscape va anunciar la seva intenció de combinar la IFC amb altres tecnologies per formar la Java Foundation Classes.
En última instància, Sun va fusionar IFC amb altres tecnologies sota el nom de "Swing", afegint la capacitat de connectar aparença i aspecte als widgets.
El projecte IFC ja no és mantingut perquè la seva tecnologia es va fusionar amb Sun per constituir Swing i Java 2D.

## Diferiències amb Swing
Swing treu un munt de característiques de la IFC:
- Contrari a AWT, la IFC van ser escrits en Java pur, per la qual cosa era independent (a l'instant) del navegador.
- IFC ja va presentar dos Layout manager, que més tard estarien inclosos al JDK estàndard.
- Alguns components de IFC van ser capaços de llegir el contingut HTML des de URLs, però la implementació encara estava molt lluny de ser fiable.

Tanmateix, swing millora IFC en un grapat d'aspectes:
- IFC no té arquitectura Model Vista Controlador.
- Contràriament a swing, l'aspecte dels components de IFC han estat escrits amb en els mateixos components, per la qual cosa és impossible canviar-los fàcilment.
- IFC no eren components JavaBeans. IFC tenia un mecanisme de persistència[2] [2], però era una mica complex, i no era compatible amb l'API de serialització de Java.
- El mecanisme d'events encara era raw,[3] i el bucle d'esdeveniments de vegades requeria accedir de forma directa.